# 임청 (1967년)
임청(1967년 4월 19일 ~ 2024년 8월 20일)은 대한민국의 교수이다.

## 학력
- 서울대학교 (의학 / 학사)
- 서울대학교 (흉부외과학 / 석사)
- 서울대학교 (흉부외과학 / 박사)

## 경력
- 분당서울대병원 심장혈관흉부외과학회 과장
- 서울대학교 의과대학 교수
- 분당서울대학교병원 흉부외과 전임의
- 미국 이스트캐롤라이나대학교 교환교수
- 대한심장혈관흉부외과학회 이사장

## 생애
1992년 서울 의대를 졸업한 뒤 심장 판막 수술과 로봇 심장 수술 대가로 활동했다. 오랜 기간 캄보디아, 우즈베키스탄 등 세계 각지의 선천성 심장병 어린이를 위한 한국 초청 무료 수술 등을 진행하며 소아심장 수술로 수많은 어린이를 살리기도 하였다.

### 사망
그리스 지역을 여행 중에 심근경색이 발생하였고 국내로 이송했으나 사망했다.